# Guatlla culroja
La guatlla culroja (Perdicula asiatica) és una espècie d'ocell de la família dels fasiànids (Phasianidae) que habita zones de matoll i arbusts de l'Índia i Sri Lanka.

## Descripció
La guatlla culroja és una espècie petita de guatlla, de 15 a 18 cm de llargada i amb un pes de 57 a 82 g. Els mascles adults tenen un mantell, esquena, escapulars i ales de color marró apagat, amb ratlles beix i taques marró negre. Els pits, els flancs i la part superior del ventre són blanquinosos amb franges negres estretes, mentre que la part inferior del ventre i les cobertores caudals són de color beix vermellós. El front, les lores i el supercili són de color marró vermellós fosc, i el supercili es torna blanc-beix darrere de l'ull cap a la part posterior del coll. La part superior del cap i la part posterior del coll són de color marró vermellós fosc amb taques marró negre, mentre que les cobertores auriculars són de color marró fosc. La barbeta i la gola també són de color marró vermellós fosc i estan separades de les cobertores auriculars per un bigoti de color blanc beix.
L'espècie mostra un dimorfisme sexual significatiu, les femelles tenen les parts inferiors de color marró rosat apagat, ales més uniformes i menys barrades amb menys taques, i el color del bigoti és més apagat. Algunes femelles més grans poden desenvolupar franges pàl·lides al pit. Els joves són similars a la femella, però tenen ratlles blanquinoses al costat del cap, la gola i el pit. Les parts superiors tenen més marques i les primàries estan clapejades i barrades. Els mascles desenvolupen barres a les parts inferiors durant el seu primer hivern, al voltant dels tres mesos d'edat. El bec és negrós en els mascles adults i gris marró apagat en tots els altres plomatges. Les potes són de color rosat a vermell apagat i són més vermelles en els mascles. L'iris és de color pàl·lid a marró ataronjat.
És poc probable que la guatlla culroja es confongui amb les guatlles dels gèneres Turnix o Coturnix, però es pot confondre amb la guatlla roquera. Aquesta última espècie té menys dimorfisme sexual i difereix en el patró de la franja ocular, que és més curta i blanca, i la gola, que és de color blanc vermellós amb una franja blanca al bigoti.

### Vocalitzacions
El reclam de la guatlla culroja és un «txi-txi-txuc», «txi-txi-txuc» aspre i rítmic que és similar al crit d'un drongo reial en disputa. Quan els grups se separen, es tornen a reunir utilitzant un «tiri-tiri-tiri» o «whi-whi-whi-whi-whi» fluixet i xiulant. Els grups també poden emetre notes borbollejants o aspres que s'acceleren fins a convertir-se en una frenesia. Altres reclams inclouen com un riure fluix que es fa quan s'excitai o notes aspres com a crit d'alarma.

## Distribució i hàbitat
La guatlla cuaroja és originària del subcontinent indi, on es troba a tota l'Índia peninsular al nord de Gujarat, Orissa i els contraforts de Caixmir, juntament amb Sri Lanka. També s'ha informat de la seva presència al Nepal, però no s'hi ha registrat des del segle XIX. Va ser introduïda a la illa de la Reunió cap al 1850 i a Maurici cap al 1860, però l'espècie ara està localment extingida en aquesta última illa.
Habita zones seques amb coberta arbustiva o rocosa, en hàbitats que van des de praderies primes fins a boscos caducifolis densos. Es troba a altituds de fins a 1.200 m, però a 1.500 m als Ghats Occidentals i al sud de l'Índia. Generalment, no és migratòria, però possiblement és una migrant al Nepal.

## Comportament i ecologia
La guatlla culroja es veu normalment en grups de 6 a 25 ocells (anomenats estols) mentre es banyen en la pols dels camins o busquen menjar a les praderies. Els estols es desplacen per camins ben fressats per beure al matí i al vespre, i mentre ho fan creen rastres semblants a túnels a través de l'herba alta. L'espècie prefereix caminar o fugir del perill potencial, i només vola com a últim recurs. Quan s'alarmen, s'asseuen a la base d'un arbust abans de volar explosivament en diferents direccions. Al cap de poc temps, comencen a córrer i es reagrupen reunint-se en sentir els crits dels altres. Descansen a terra.

### Dieta
La guatlla culroja s'alimenta de llavors, com ara les d'herba, males herbes, gramínies i mills, juntament amb petits insectes com els tèrmits i les seves larves.

### Cria
La temporada de cria de la guatlla culroja comença amb el final de les pluges i dura fins al final de la temporada freda, amb un període exacte que varia: de gener a març a Karnataka, d'octubre a març a l'altiplà de Deccan, d'agost a abril al centre de l'Índia i de març a abril a l'est del centre de l'Índia i Sri Lanka. A Reunió, la cria té lloc al novembre.
L'espècie és aparentment monògama. Els nius són clots poc profunds folrats d'herba situats a la coberta de la base de l'herba. Les postes poden contenir de 4 a 8 ous, però normalment en tenen de 5 a 6. Els ous són de color blanc cremós a beix pàl·lid i mesuren de 24 mm a 28,4 mm × 18,4 mm a 22 mm. La incubació dura de 16 a 18 dies en estat salvatge i de 21 a 22 dies en captivitat, i només la fa la femella. Després que els ous desclouen, el mascle ajuda a protegir i criar els pollets.

### Paràsits i patògens
S'ha observat que la guatlla culroja està parasitada pel nematode Primasubulura alata. A l'abril també s'ha registrat que està infectada pel patogen fúngic Alternaria alternata.

### En la recerca
La guatlla culroja s'ha utilitzat en experiments sobre l'efecte de la melatonina en la immunitat i la reproducció, l'efecte del medi ambient sobre la glàndula pineal, les glàndules suprarenals i les gònades, la variació diària dels receptors de melatonina i andrògens durant la temporada de cria, i la immunitat associada amb els pulmons.

### Estat de conservació
La guatlla culroja està catalogada com a espècie de risc mínim per la Unió Internacional per a la Conservació de la Natura (UICN) a la Llista Vermella de la UICN a causa de la seva àmplia distribució i població estable. Generalment, és comuna a tota l'Índia, tot i que és poc freqüent a Kerala, i localment extingida en parts de Gujarat i a Uttara Kannada, Karnataka. A Sri Lanka, segons s'informa, era comuna fins a la dècada del 1950, però ara només és localment abundant als turons de la província d'Uva. No s'ha registrat des del Nepal des del segle XIX, i els informes d'allà i de Cachar a Assam poden ser erronis. La població introduïda a la Reunió està disminuint, però encara és localment comuna, mentre que la de Maurici està extingida.La guatlla culroja es caça per alimentar-se a les regions rurals.

## Taxonomia i sistemàtica
La guatlla culroja va ser descrita originalment com a Perdix asiatica per John Latham el 1790 basant-se en exemplars de la "regió de Mahratta". El 1837 Brian Hodgson la va ser traslladada al gènere Perdicula, del qual és l'espècie tipus.
El nom genèric Perdicula és un diminutiu llatí modern del gènere Perdix i significa “perdiu petita”. L'epítet específic asiatica prové del llatí «asiaticus», que significa “asiàtic”.

### Subespècies
Hi ha cinc subespècies reconegudes:
- P. a. punjaubi (Whistler, 1939) - nord-oest de l'Índia. És més pàl·lida que la subespècie nominal, amb les parts superiors més sorrenques amb marques negres menys perceptibles.[3]
- P. a. asiatica (Latham, 1790) - nord i centre de l'Índia. És la subespècie nominal.[16]
- P. a. vidali (Whistler & Kinnear, 1936) - sud-oest de l'Índia, té les parts superiors més vermelloses que la subespècie nominal, especialment a la part superior del cap, i té barres més amples a les parts inferiors en els mascles.[3]
- P. a. vellorei (Abdulali & Reuben, 1965) - sud de l'Índia.[16]
- P. a. ceylonensis (Whistler & Kinnear, 1936) - Sri Lanka. Les parts superiors i la gola són molt més fosques que les d'altres subespècies i les parts inferiors contrasten menys fortament amb les parts superiors.[3]